# Girl in Progress
Girl in Progress è un film del 2012 diretto da Patricia Riggen.

## Trama
Ansiedad è una ragazzina di tredici anni, figlia di Grace e di un uomo che lei denota con "?", che vede la sua vita trasformarsi. In breve si ritroverà ad essere adolescente, una grande svolta, un grande passaggio che perpetra assieme all'amica Tavita.